# مالا موراوا
مالا موراوا (به چکی: Malá Morava) یک منطقهٔ مسکونی در جمهوری چک است که در ناحیه شومپرک واقع شده‌است. مالا موراوا ۶۸٫۳ کیلومتر مربع مساحت و ۵۴۵ نفر جمعیت دارد و ۴۳۷ متر بالاتر از سطح دریا واقع شده‌است.